# Acanthacidiplosis erinaceus
Acanthacidiplosis erinaceus är en tvåvingeart som beskrevs av Fedotova 2003. Acanthacidiplosis erinaceus ingår i släktet Acanthacidiplosis och familjen gallmyggor. Inga underarter finns listade i Catalogue of Life.